# HD 168746
HD 168746 — жёлтый карлик (спектральный класс G5), расположенный на расстоянии в 140 световых лет от Земли в созвездии Змеи. Звезда очень похожа по своим характеристикам на Солнце. Вокруг звезды обращается планета HD 168746b.

## Планета
- Большая полуось а. е.: 0,065
- Масса (в массах Юпитера): 0,23
- Орбитальный период (суток): 6,403 ± 0,001
- эксцентриситет: 0,08 ± 0,03
- Аргумент перицентра (ω): 16 ± 21°
- тип: горячий юпитер
- год открытия: 2002
- температура поверхности:
- период вращения:
- наличие спутников:
- Предположительный радиус
- Эффективная земная орбита 1 а. е.